# Шпеер, Альберт (1934)
Альберт Фридрих Шпеер (нем. Albert Friedrich Speer; 29 июля 1934, Берлин — 15 сентября 2017, Франкфурт-на-Майне) — немецкий архитектор и градостроитель. Сын Альберта Шпеера, главного архитектора Адольфа Гитлера, до вступления в должность рейхсминистра вооружения и боеприпасов во время Второй мировой войны. Его дед, Альберт Фридрих Шпеер, также был архитектором.

## Биография
Альберт Шпеер был сыном Альберта Шпеера и Маргареты Вебер. Он был старшим из шести детей и до 11 лет жил вблизи Берхтесгадена.
В 1945 году его мать переехала с детьми к бабушке и дедушке в Гейдельберг. Из-за сильного заикания Шпеер бросил школу и в 1952 году начал обучение профессии плотника в Гейдельберге, которое окончил в 1955 году, получив аттестат подмастерья. В 1955 году он начал изучать архитектуру в Мюнхенском техническом университете.
С 1960 по 1964 год он работал в различных архитектурных бюро в Германии, Швеции и Турции. С 1960 года был членом ассоциации немецких архитекторов. Из-за своего отца и связанной с этим возможной предвзятости жюри он анонимно принял участие в нескольких конкурсах. В 1964 году он выиграл вторую премию на международном конкурсе по обустройству железнодорожных вокзалов и концепции внутреннего города в Людвигсхафене-на-Рейне. Затем он основал свой собственный офис городского и регионального планирования во Франкфурте-на-Майне. В 1968 году последовал первый заказ за рубежом с городским и региональным планированием Западной Триполитании в Ливии.
с 1970 года Альберт Шпеер был членом немецкой академии городского и регионального планирования. В 1972 году Технический университет Кайзерслаутерна назначил его заведующим кафедрой городского и регионального планирования, где он помог создать и существенно сформировать программу обучения пространственного и экологического планирования. Время от времени он был деканом факультета АРУБИ (архитектура,
Пространственное и экологическое планирование, гражданское строительство). В 1994 году Альберт Шпеер получил должность приглашенного профессора в швейцарской высшей технической школе в Цюрихе. Его педагогическая деятельность продолжалась до 1997 года. В 2011 году Альберту Шпееру было присвоено звание почетного профессора Мюнхенского технического университета.
Он отвечал за дизайн выставки Expo 2000 в Ганновере, дизайн Шанхайского международного автомобильного города и центральной оси в Пекине. Шпеер был частью архитектурной фирмы, участвовавшей в заявке Мюнхена на проведение зимних Олимпийских игр 2018 и чемпионата мира по футболу 2022 в Катаре.
Умер 15 сентября 2017 года в возрасте 83 лет во Франкфурте-на-Майне из-за осложнений после операции, проведенной по причине его падения в собственном доме.
|  |  |  |  |  |

## Отношения с отцом
Как и в случае с другими детьми нацистских чиновников, такими как Гудрун Гиммлер и Эдда Геринг, Шпееру пришлось затронуть тему позорной репутации своего отца. В то время как Гудрун пыталась реабилитировать образ своего отца, а Эдда изо всех сил старалась не говорить об этом вообще, Шпеер сказал, что он «всю свою жизнь пытался дистанцироваться от своего отца».
Ему приписывают то, что он был одним из немногих детей нацистских лидеров, которые признали ошибки своих родителей. Шпеер сказал, что в детстве его отец был «не из тех отцов, которые проверяют твою домашнюю работу», имея в виду невнимательность и легкое пренебрежение с его стороны, но также сказал, что Гитлер был «хорошим дядей с моей детской точки зрения». Он сказал, что не ненавидит своего отца и считает его «хорошим архитектором, гораздо более современным, чем люди думают сегодня».